# 80-та окрема мотострілецька бригада (РФ)

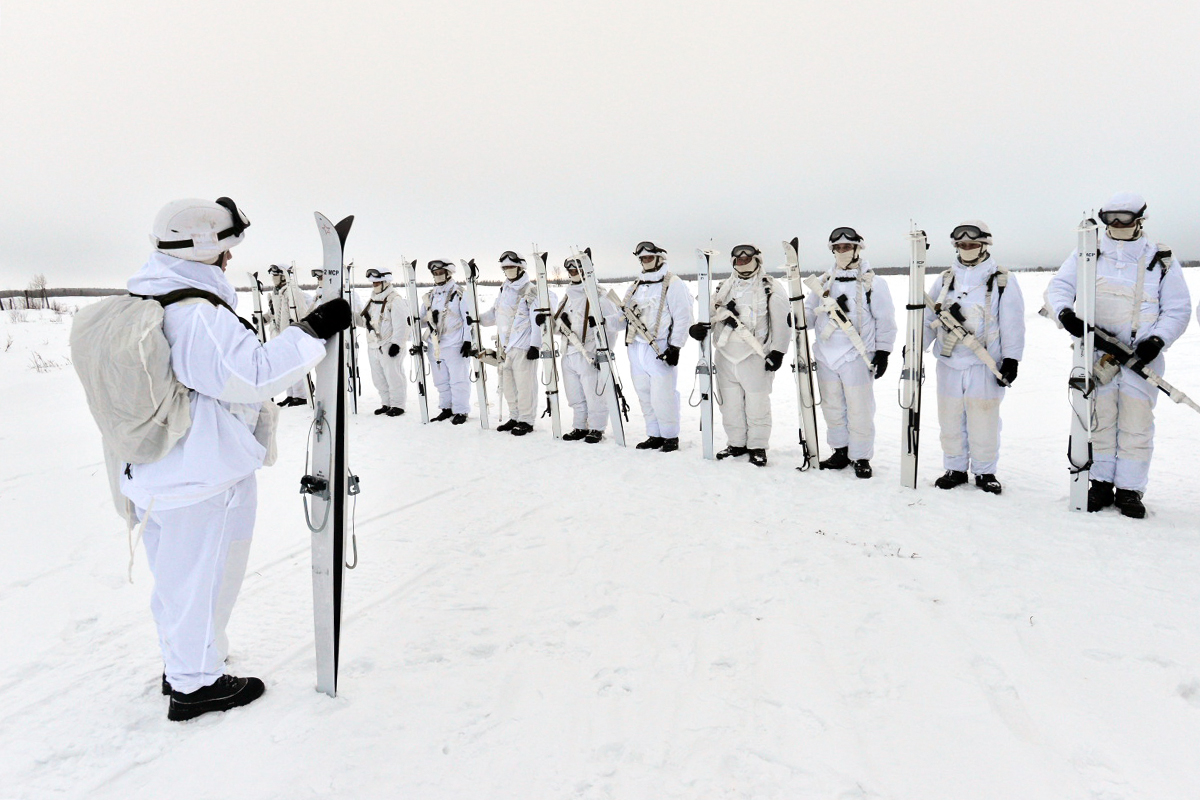
Заняття по бойовій підготовці з військовослужбовцями 80-ї омсбр(а), район села Ловозеро, Мурманська область, 23 січня 2017 рік

80-та окрема мотострілецька бригада (арктична) — окреме мотострілецьке формування Берегових військ Військово-морського флоту ВС Росії.
Умовне найменування бригади — Військова частина № 34667 (в/ч 34667). Скорочене дійсне найменування — 80 омсбр(а).
Формування входить до складу 14-го армійського корпусу Об'єднаного стратегічного командування «Північний флот». Пункт постійної дислокації — селище Алакуртті Мурманської області.

## Історія
В результаті реформування Збройних сил РФ військове угруповування в Арктичній зоні суттєво ослабло. Так 54-та мотострілецька дивізія, що базувалась в Алакуртті, була спочатку переформована в бригаду, згодом згорнута в базу зберігання та в 2007 році остаточно розформована.
80-та окрема мотострілецька бригада була створена 31 грудня 2014 року, бойовий прапор вручено 17 січня 2015 р. командувачем Північним флотом адміралом Володимиром Корольовим командиру бригади полковнику Іллі Павловському.
У 2022 році бригада брала участь у повномасштабному вторгненні Росії в Україну на Херсонському напрямку.

## Завдання
Завданням окремої бригади є контроль територій від Мурманська до Новосибірських островів в оперативній взаємодії з частинами ПДВ й морської піхоти Північного флоту. Навчання регулярно проходять на російських арктичних островах й Таймирі.

## Організаційно-штатна структура
- управління;
- 1-й мотострілецький батальйон;
- 2-й мотострілецький батальйон;
- розвідувальний батальйон;
- стрілецька рота (снайперів);

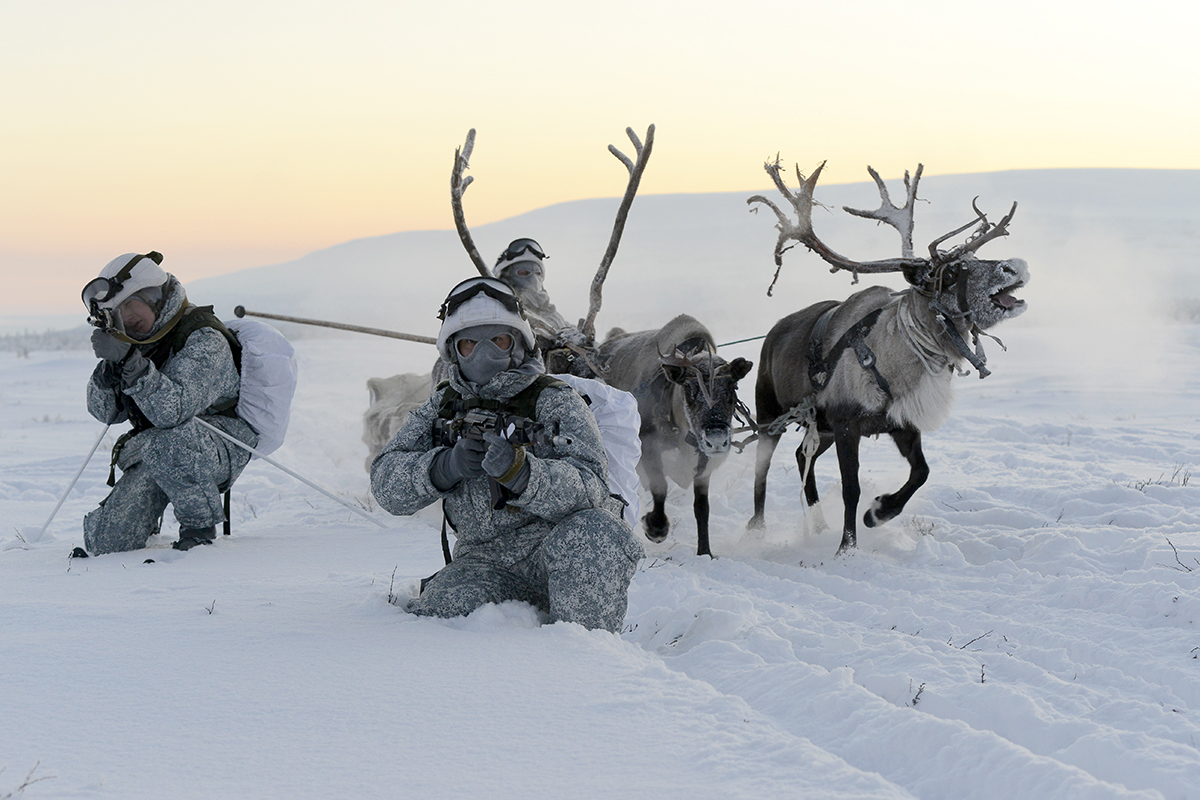
Мотострільці на оленячій упряжці

- гаубичний самохідно-артилерійський дивізіон;
- зенітний ракетний дивізіон;
- інженерно-саперний батальйон;
- батальйон зв'язку;
- ремонтно-відновлювальний батальйон;
- батальйон матеріального забезпечення;
- рота БЛА;
- рота РХБ захисту;
- рота РЕБ;
- комендантська рота;
- медична рота.

## Оснащення й озброєння
На озброєнні:
- 159 МТ-ЛБ,
- 18 122 мм 2С1 "Гвоздика",
- 18 120 мм мінометів 2С12 "Сани",
- гусеничні снігоболотоходи ГАЗ-3351,
- гусеничні транспортери ДТ-10П "Витязь"[5].

Основу транспортної техніки 80-ї окремої мотострілецької бригади складають гусеничні тягачі МТ-ЛБ ВМК, дволанковий тягачі ДТ-10 й ДТ-30, дволанкові гусеничні плаваючі снігоболотоходи високої прохідності ТТМ-4902ПС-10, снігоходи А-1, ТМ-1901 «Беркут» з кабіною, катери на повітряній подушці, повнопривідні вантажівки Урал та КАМАЗ, адаптовані до екстремально низьких температур (до –52 °С). Також бійці бригади використовують собачі й оленячі упряжки.

На озброєнні бригади перебувають самохідні гаубиці 2С1. 82-мм міномети 2Б14, БПЛА Орлан-10. 

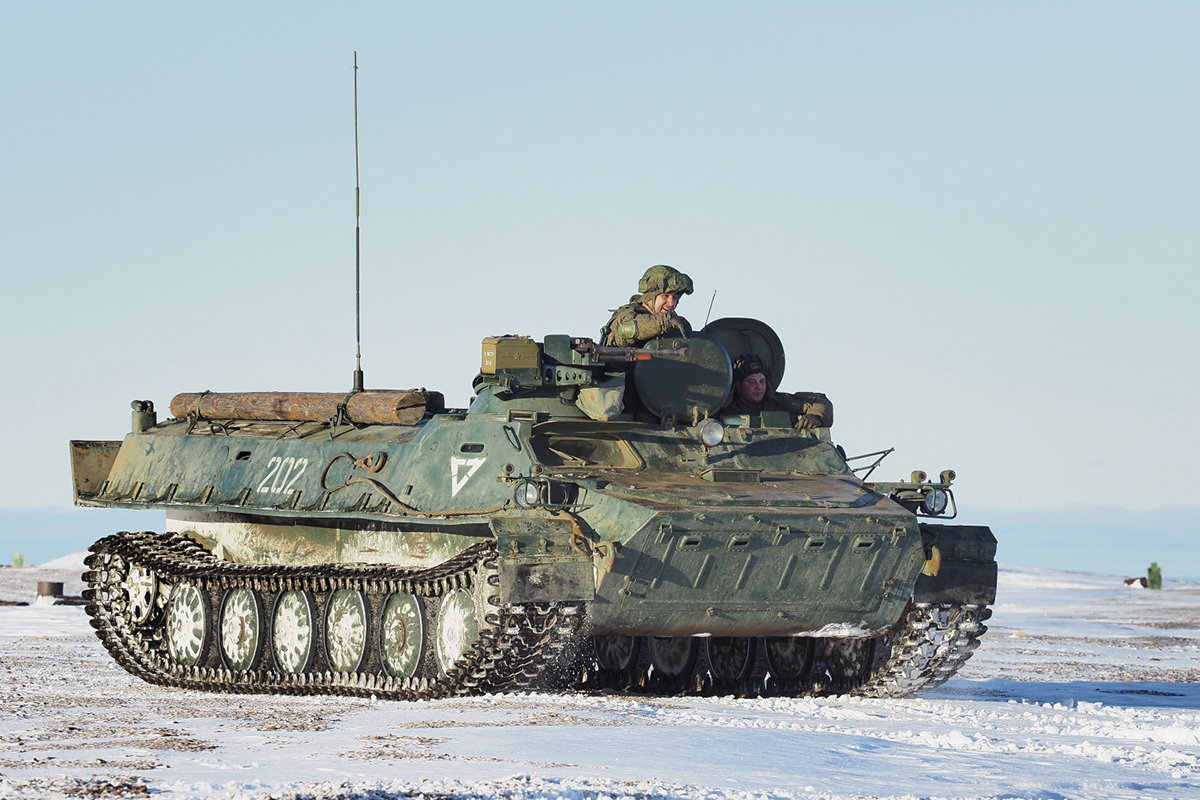
МТ-ЛБВМК
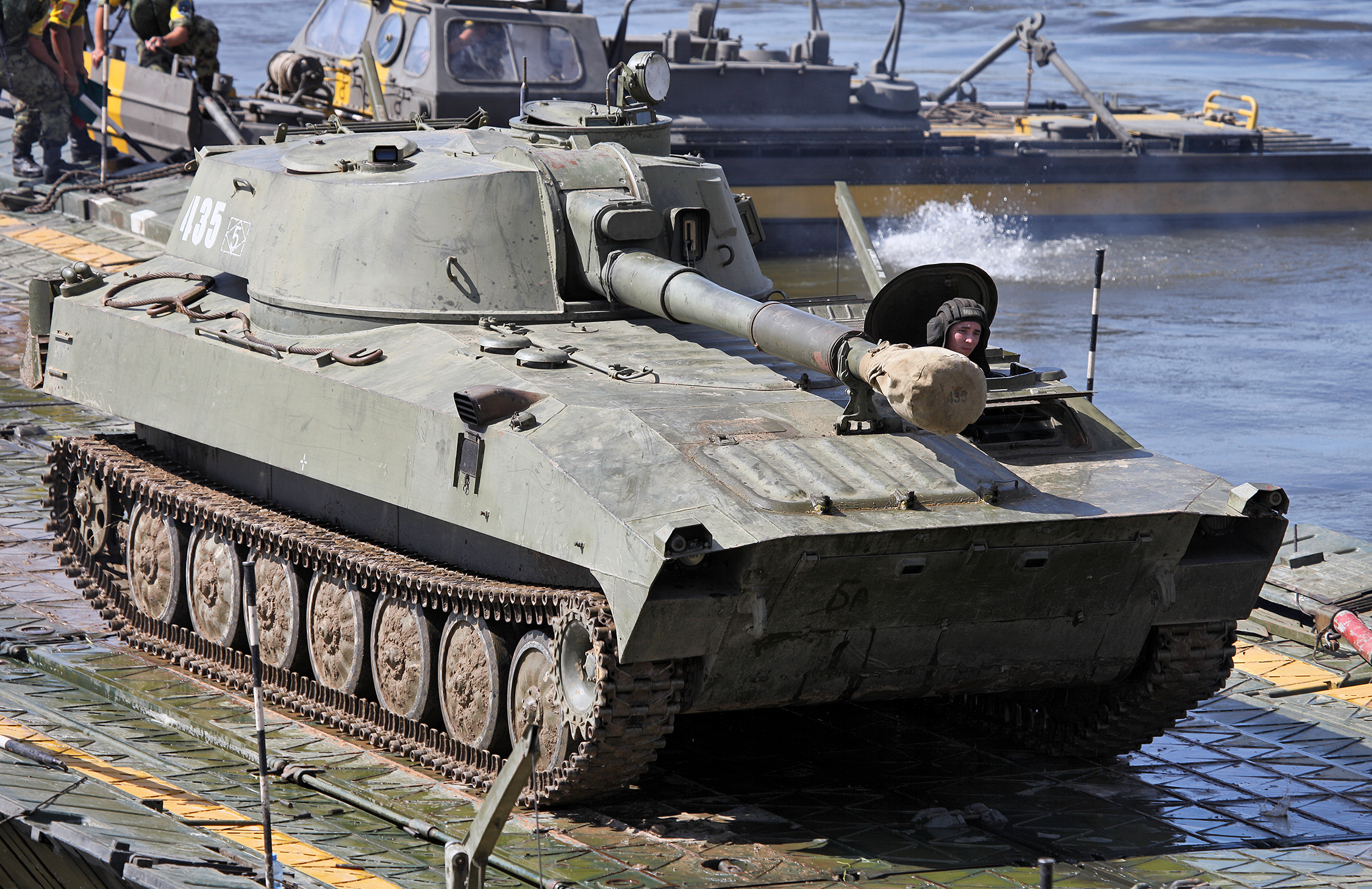
2С1
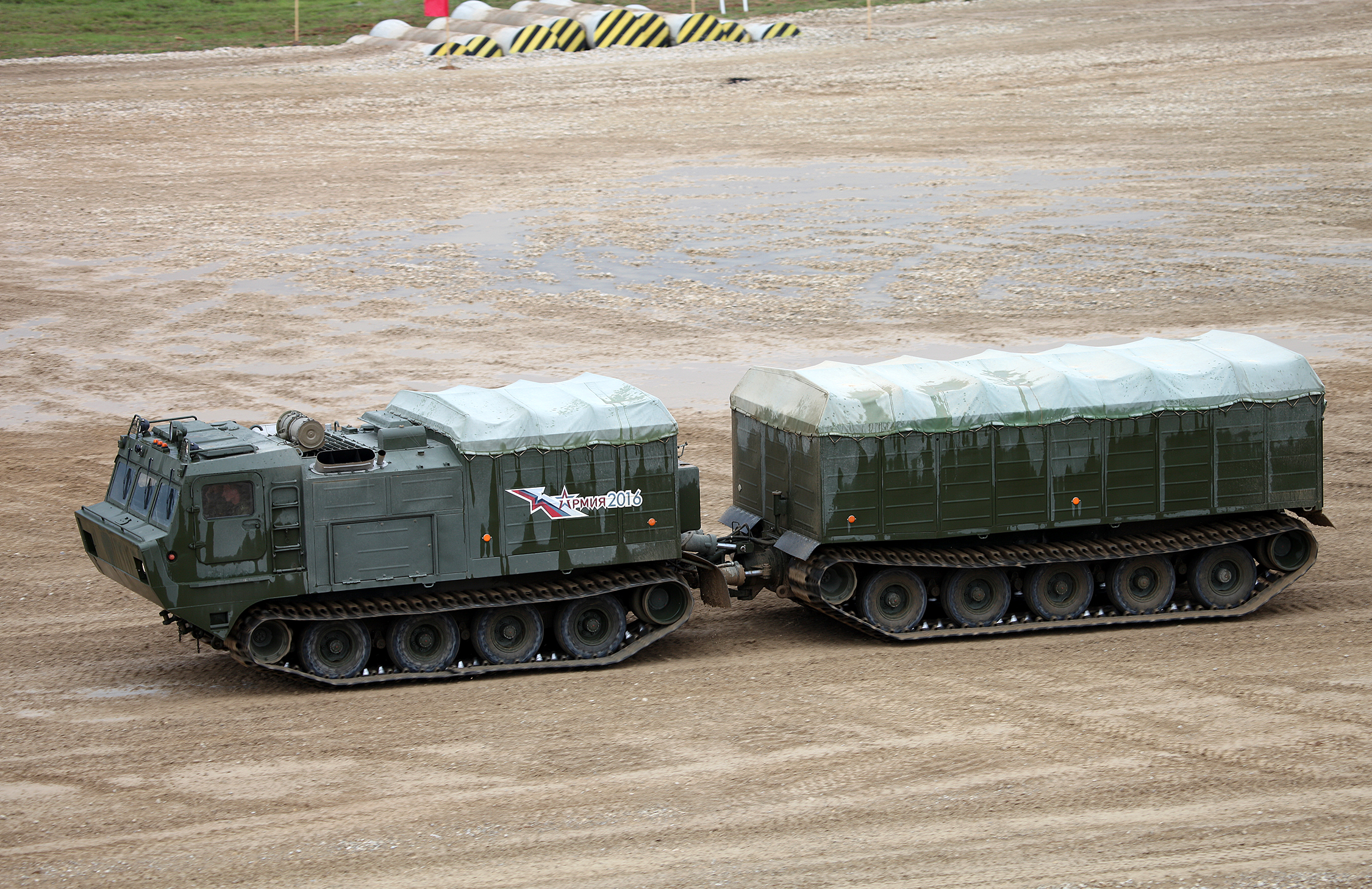
ДТ-10
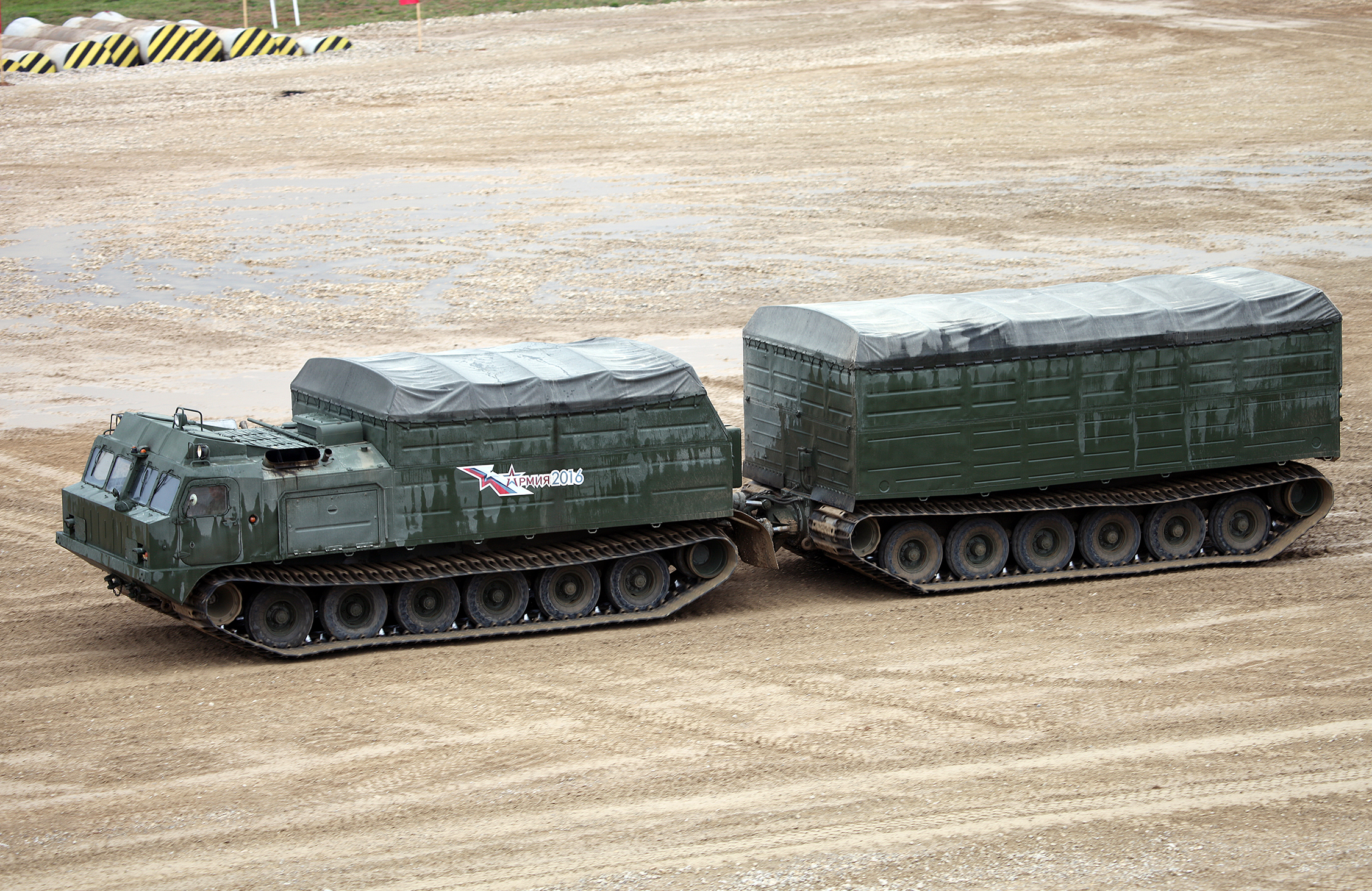
ДТ-30
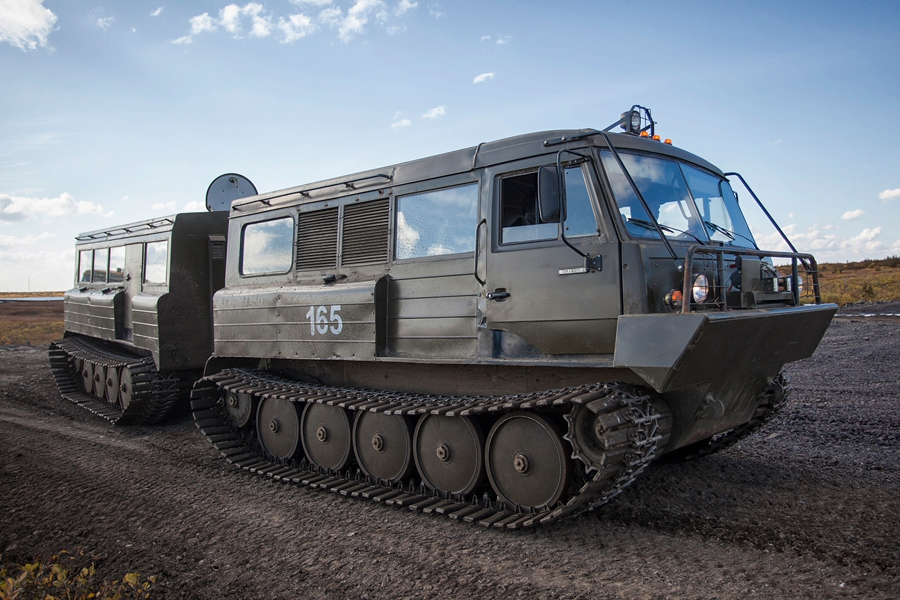
ТТМ-4902
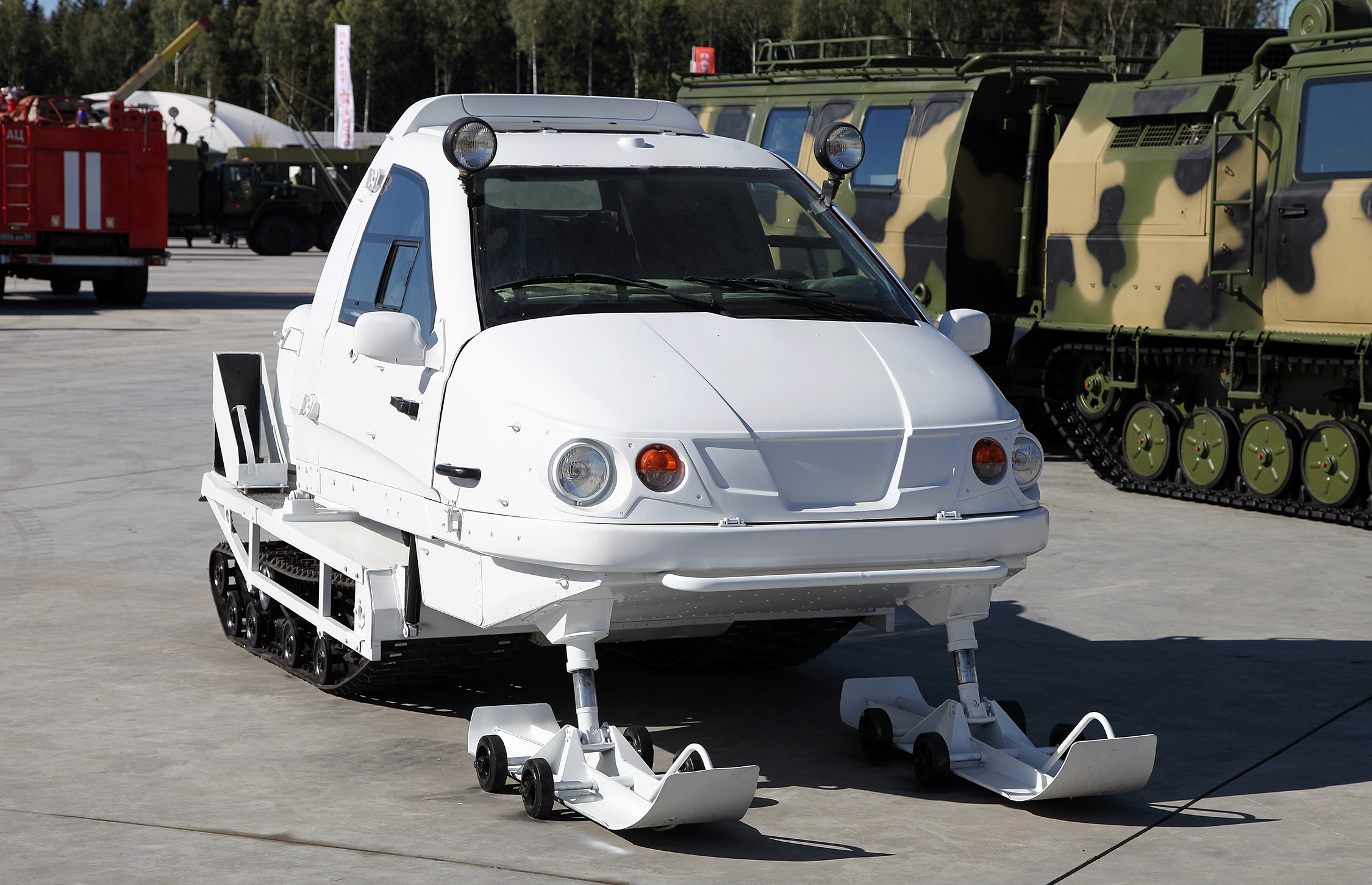
ТТМ-1901 «Беркут»
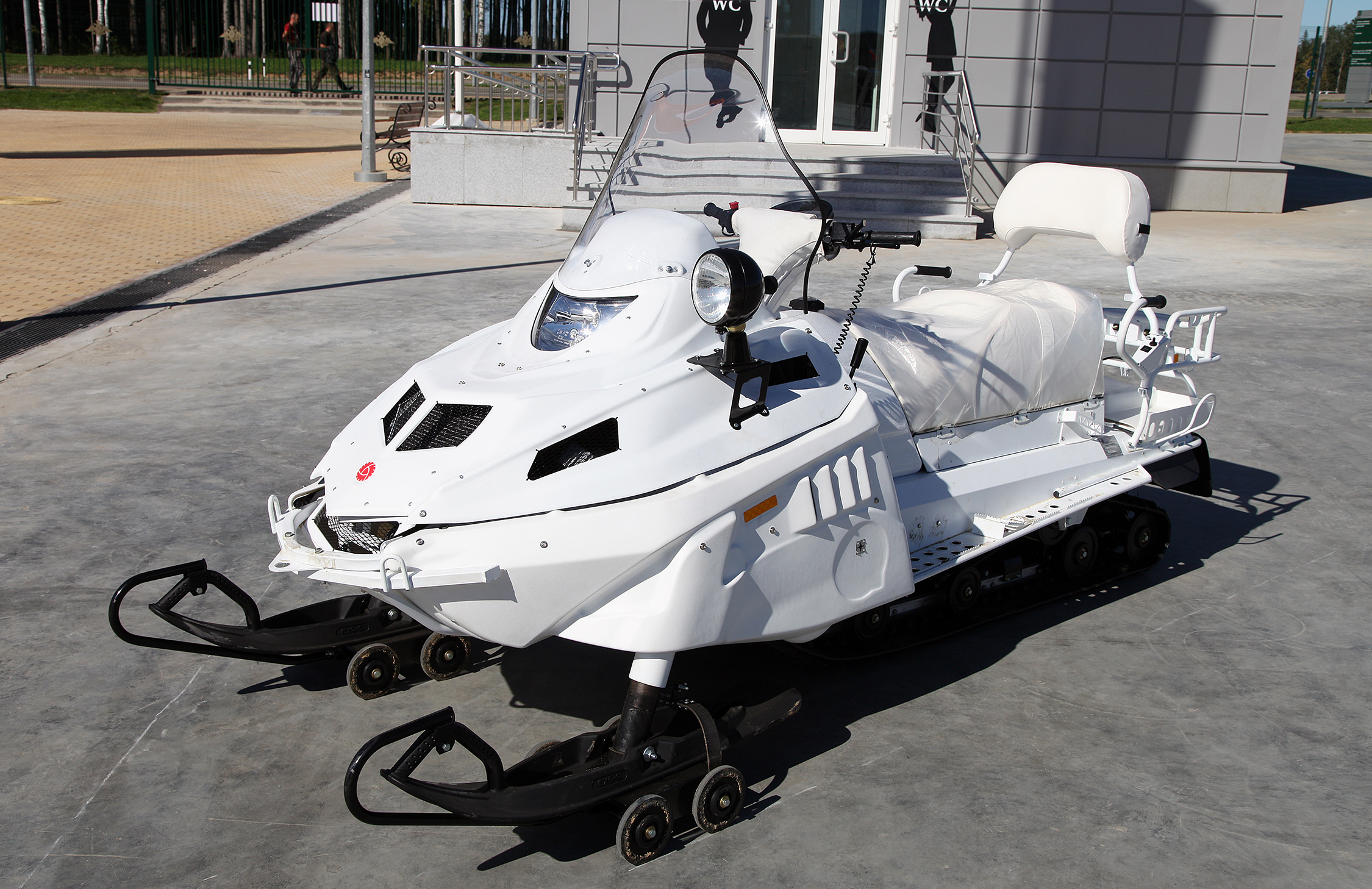
А-1

## Втрати
З відкритих джерел відомо про деякі втрати щонайменш 16 солдатів в Україні: